# Кам'яне (Ровеньківський район)
Кам'яне — селище в Україні, в Антрацитівській міській громаді Ровеньківського району Луганської області.

## Історичні відомості
Станом на 1873 рік у селищі Кам'янка-Міллер Картушинської волості Міуського округу Області Війська Донського мешкало 613 осіб, налічувалось 91 дворове господарство й 1 окремий будинок, 26 плуги, 65 коней, 111 пар волів, 505 овець.
За переписом 1897 року кількість мешканців зросла до 764 осіб (399 чоловічої статі та 365 — жіночої), з яких всі — православної віри.
23 листопада 1945 селище міського типу Кам'яно-Міллерове перейменовано на Кам'яне, Кам'яно-Міллерівська селищна рада на Кам'янська.

## Населення

### Мова
Розподіл населення за рідною мовою за даними перепису 2001 року:
| Мова            | Кількість | Відсоток |
| --------------- | --------- | -------- |
| російська       | 2846      | 87.01%   |
| українська      | 423       | 12.93%   |
| румунська       | 1         | 0.03%    |
| інші/не вказали | 1         | 0.03%    |
| Усього          | 3271      | 100%     |